# Bab El Bhar (El Jadida)
Pour l’article homonyme, voir Bab El Bhar.
 (juillet 2016).
Si vous disposez d'ouvrages ou d'articles de référence ou si vous connaissez des sites web de qualité traitant du thème abordé ici, merci de compléter l'article en donnant les références utiles à sa vérifiabilité et en les liant à la section « Notes et références ».
Bab El Bahr est une des portes de l'ancienne Medina d'El Jadida (Cité portugaise), ouvrant sur l'Océan Atlantique.

## Position dans la ville
La porte se trouve dans le quartier portugais Cité portugaise.